# Ranularia
Ranularia là một chi ốc biển săn mồi, là động vật thân mềm chân bụng sống ở biển trong họ Ranellidae,, họ ốc tù và.

## Các loài
Các loài thuộc chi Ranularia bao gồm:
- Ranularia andamanensis (Beu, 1987)[2]
- Ranularia arthuri (Beu, 1987)[3]
- Ranularia boschi (Abbott & Lewis, 1970)[4]
- Ranularia caudata (Gmelin, 1791)[5]
- Ranularia cynocephala (Lamarck, 1816)[6]
- Ranularia dunkeri (Lischke, 1868)[7]
- Ranularia encaustica (Reeve, 1844)[8]
- Ranularia exilis (Reeve, 1844)[9]
- Ranularia gallinago (Reeve, 1844)[10]
- Ranularia gutturnia (Röding, 1798)[11]
- Ranularia monilifera (A. Adams & Reeve, 1850)[12]
- Ranularia oblita Lewis & Beu, 1976[13]
- Ranularia oboesa (Perry, 1811)[14]
- Ranularia parthi (Arthur, 1991)[15]
- Ranularia pyrulum (A. Adams & Reeve, 1850)[16]
- Ranularia pyrum (Linnaeus, 1758)[17]
- Ranularia rehderi (A.H. Verrill, 1950)[18]
- Ranularia sarcostoma (Reeve, 1844)[19]
- Ranularia sinensis (Reeve, 1844)[20]
- Ranularia springsteeni (Beu, 1987)[21]
- Ranularia testudinaria (A. Adams & Reeve, 1850)[22]
- Ranularia trilineata (Reeve, 1844)[23]
- Ranularia tripa (Lamarck, 1822)[24]

Các loài đồng nghĩa
- Ranularia (Lagena) Mörch, 1852: syn. Gelagna Schaufuss, 1869 (Invalid: junior homonym of Lagena Röding, 1798 and Lagena Schumacher, 1817; Gelagna and Paralagena are replacement names)
- Ranularia clavator (Dillwyn, 1817): syn. Ranularia gutturnia (Röding, 1798)
- Ranularia labiata Schumacher, 1817: syn. Ranularia gutturnia (Röding, 1798)
- Ranularia longirostra Schumacher, 1817: syn. Ranularia gutturnia (Röding, 1798)
- Ranularia muricina (Röding, 1798): syn. Gutturnium muricinum (Röding, 1798)
- Ranularia retusa (Lamarck, 1822): syn. Ranularia oboesa (Perry, 1811)
- Ranularia tuberosus (Lamarck, 1822): syn. Gutturnium muricinum (Röding, 1798)

## Hình ảnh

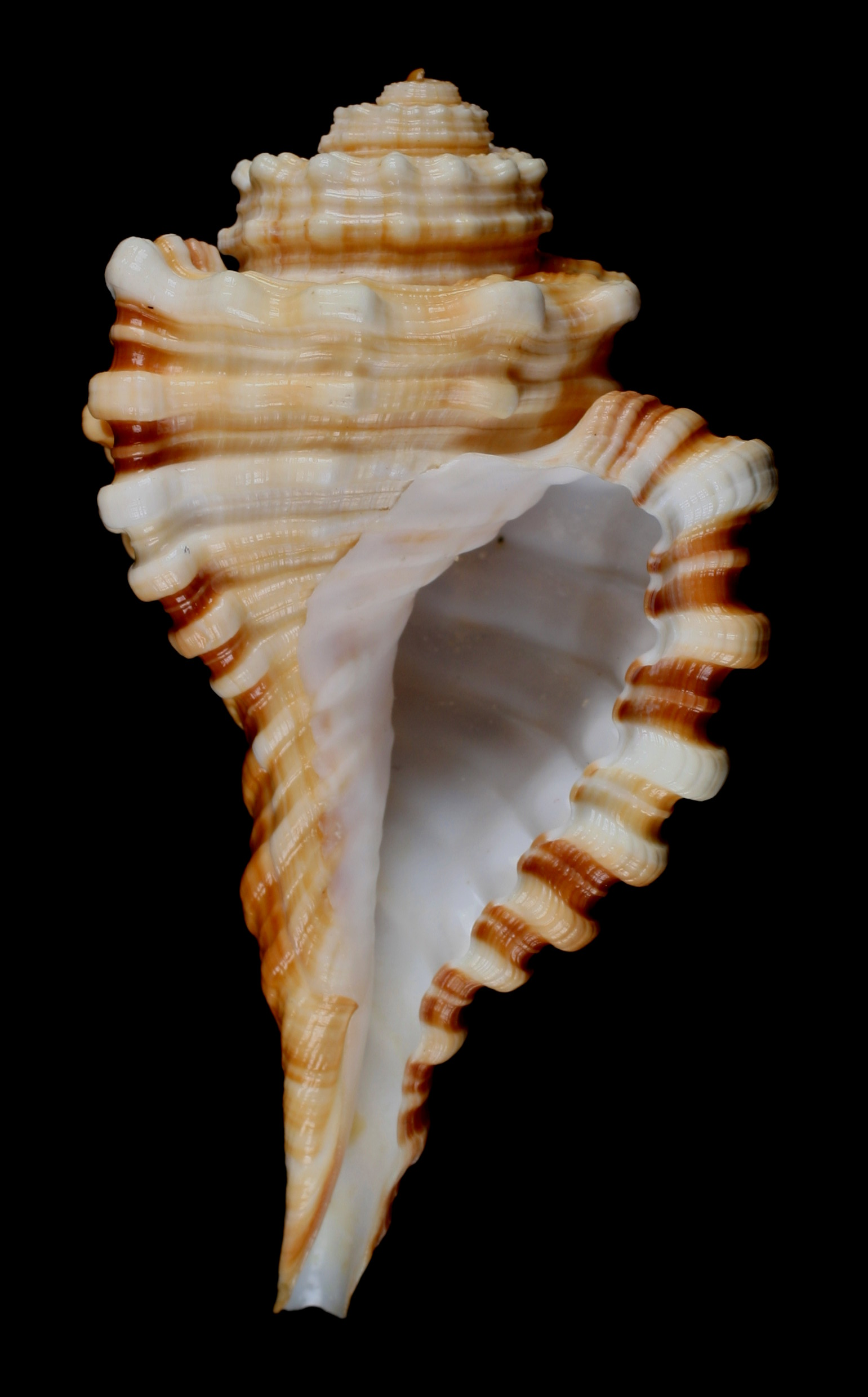
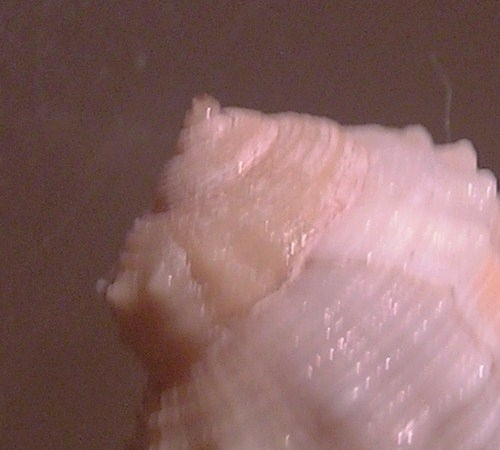